# Força Aérea Boliviana
A Força Aérea Boliviana ("Fuerza Aérea Boliviana" ou "FAB") é parte das forças armadas da Bolívia.
Em 1938 a Força Aérea Boliviana consistia de cerca de 60 aeronaves ( Curtiss Falcão combatentes, Curtiss II T-32 Condor e Junkers W 34 bombardeiros, Junkers Ju 86 usado como artesanato, transporte e Fokker CV e Breguet 19 e Vickers Vespa aviões de reconhecimento), e cerca de 300 funcionários, os funcionários foram treinados na Itália.